# Posesiones inglesas de ultramar

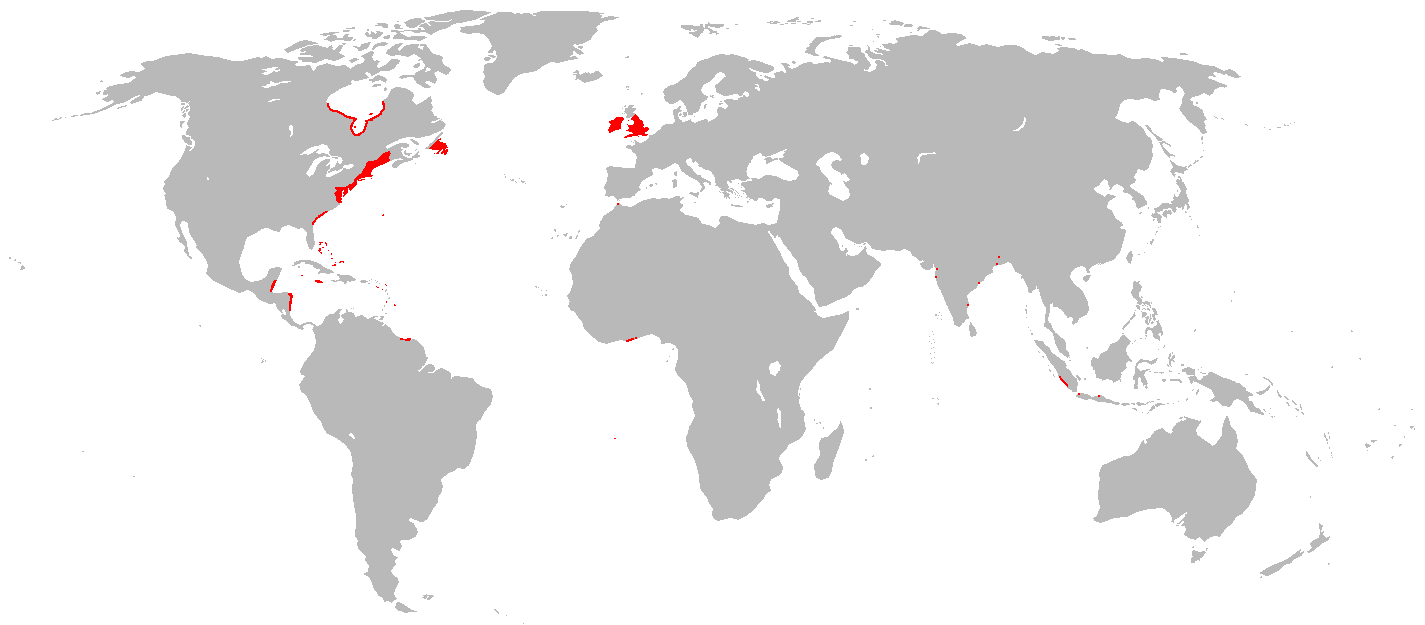
Posesiones inglesas de ultramar en 1700

Las posesiones inglesas de ultramar, también conocidas como imperio colonial inglés, componían una serie de territorios transmarinos que fueron colonizados, conquistados o, de alguna forma, adquiridos por el antiguo Reino de Inglaterra durante los siglos anteriores al Acta de Unión de 1707 (acuerdo entre el Reino de Inglaterra y el Reino de Escocia que dio lugar al Reino de Gran Bretaña). Las muchas posesiones inglesas de entonces, se convirtieron en el Imperio británico con su poderosa marina que creció rápidamente.  
Los primeros asentamientos ingleses de ultramar fueron establecidos en Irlanda, rápidamente seguidos por otros en Norteamérica, Bermudas y las Indias Occidentales, y por colonias en las Indias Orientales, como Bantén, y en el subcontinente indio, Surat. En 1639, con Fort St George, iniciaron una serie de fortalezas en la costa india. En 1661, el matrimonio entre Carlos II de Inglaterra y Catalina de Braganza, trajo como beneficio, en la dote de la esposa, nuevas posesiones que habían pertenecido a Portugal, como Tánger, en el norte de África, y Bombay, en la India.  
En Norteamérica, Terranova y Virginia fueron los primeros asentamientos ingleses. Durante el siglo XVII, fueron creando las colonias o provincias de Maine, Plymouth, Nuevo Hampshire, Salem, bahía de Massachusetts, Nueva Escocia, Connecticut, New Haven, Maryland y Rhode Island. En 1664 Nuevos Países Bajos y Nueva Suecia fueron tomados a los holandeses, convirtiéndose en Nueva York, Nueva Jersey, y partes de Delaware y Pensilvania.

## Orígenes
El Reino de Inglaterra comienza en 927 con el gobierno de Athelstan. Durante este gobierno Inglaterra incluía dominios en Escandinavia. En 1066 Guillermo I de Inglaterra —más conocido como Guillermo el Conquistador— proveniente de Normandía, conquistó Inglaterra, derrotando a Haroldo II de Inglaterra en la famosa Batalla de Hastings, haciendo del ducado una Corona. Durante la Edad Media los reyes ingleses poseían importantes territorios en Francia, basados en su historia como ducado. Bajo el Imperio angevino Inglaterra poseía territorios en las islas británicas y Francia estaba gobernada por la dinastía Plantagenet. El colapso de la dinastía llevó a la guerra de los Cien Años entre Inglaterra y Francia. Al comienzo de la guerra los ingleses poseían casi toda Francia, pero al término de esta, en 1453, solo les quedó Calais, que fue finalmente ganada por los franceses en 1558. Las Islas del Canal, como remanente del ducado de Normandía, han seguido perteneciendo a la Corona inglesa hasta nuestros días.
Otra expansión inglesa ocurrió en las islas británicas. Tan pronto como en 1169 la Invasión normanda de Irlanda comenzó a establecer posesiones inglesas en Irlanda, con miles de colonizadores asentándose en la isla vecina. Como resultado surgió el Señorío de Irlanda, que fue gobernado durante siglos por la monarquía inglesa, aunque no fue hasta el siglo XVII que comenzó la colonización del Úlster. Finalmente Irlanda fue incorporada al Reino Unido de Gran Bretaña e Irlanda en 1801.
Los viajes de Cristóbal Colón comenzaron en 1492, llegando a las Indias Occidentales el 12 de octubre de dicho año. En 1496, animado por los éxitos de los portugueses y españoles en ultramar, el rey Enrique VIII de Inglaterra encargó al navegante John Cabot dirigir un viaje que encontrara una ruta desde el océano Atlántico hasta las Islas de las Especias a través del paso del Noroeste. Cabot partió en 1497, exitosamente llegando a la costa de Terranova. Allí, el creyó haber arribado a Asia, y no hizo ningún intento de crear una colonia.
La Reforma anglicana hizo enemigos a Inglaterra y España, y en 1562 Isabel I de Inglaterra autorizó a los corsarios John Hawkins y Francis Drake a atacar a los barcos españoles dispuestos en África Occidental. Posteriormente las guerras anglo-españolas se intensificaron e Isabel autorizó ataques a los barcos españoles en las Américas y a los que regresaban con los tesoros del Nuevo Mundo. Mientras tanto, influyentes escritores como Richard Hakluyt y John Dee empezaron a presionar para que los propios ingleses crearan un imperio en ultramar, viendo que los españoles se habían establecido bien en las Américas, que Portugal tenía fortalezas en las costas de África, Brasil y China, y que los franceses se estaban asentando en la cuenca del río San Lorenzo, empezando a formar el territorio de Nueva Francia.

## Las primeras colonias inglesas de ultramar
Los primeros intentos de establecer colonias inglesas en ultramar comenzaron en el último cuarto del siglo XVI, bajo el reinado de la reina Isabel I (1558-1603), concretamente en la década de 1580 se produjeron los primeros asentamientos en Norteamérica, una generación antes que la colonización del Úlster.Pronto muchos ingleses comenzaron a emigrar a esas colonias, atraídos por el comercio y la libertad religiosa. En el siglo XVII, la mayoría de los ingleses que emigraban se dirigían a las Indias Occidentales en lugar de a Norteamérica.

### Primeras reclamaciones
Financiado por la Compañía de Moscovia, Martin Frobisher partió de Londres el 7 de junio de 1576 en busca del paso del Noroeste. En agosto de ese año llegó a la bahía de Frobisher de la isla de Baffin. Esta llegada es recordada por la Iglesia de Inglaterra como la primera de los ingleses en Norteamérica. En posteriores viajes, Frobisher llegó a Groenlandia.
Al mismo tiempo, entre 1577 y 1580, Francis Drake estaba circunnvegando la Tierra. Él reclamó la isla Isabel del cabo de Hornos para su reina en 1578, y otra en el estrecho de Magallanes. Drake continuó viajando al norte, arribando a las costas de California, reclamando el área para su reina, con el nombre de Nueva Albión. Sin embargo, estas demandas no fueron seguidas por colonizadores.
Ese mismo año de 1578, la reina Isabel autorizó a su medio-hermano Humphrey Gilbert a explorar los territorios de ultramar, y Gilbert partió para Norteamérica. Sin embargo, la exploración fue abandonada antes de cruzar el Atlántico. En 1583, Gilbert llegó a Terranova donde, en una ceremonia formal, tomó posesión del puerto de San Juan, juntamente con 200 leguas hacia el norte y sur, aunque no dejó colonizadores tras él. Gilbert no sobrevivió al viaje de regreso a Inglaterra. 

### Los primeros asentamientos de ultramar
El 25 de marzo de 1584, la reina Isabel I —conocida como la reina virgen—, autorizó a Walter Raleigh a cartografiar el área de Norteamérica, que fue llamada en su honor, Virginia. La autorización contaba que Raleigh disponía de siete años para formar un asentamiento, en caso contrario, perdía sus derechos sobre la región. Raleigh e Isabel entendían que el riesgo proveería cuantiosas riquezas a la Corona inglesa y la base para asentar corsarios que atacaran los navíos españoles. Raleigh nunca visitó Norteamérica, aunque dirigió varias expediciones a través del río Orinoco de Sudamérica buscando la mítica ciudad de El Dorado. En su lugar, envió a otros para fundar la colonia de Roanoke, posteriormente llamada La colonia perdida.
El 31 de diciembre de 1600 Isabel I dio una autorización a la compañía británica de las Indias Orientales para poder fundar establecimientos coloniales, y pronto crearon Bantén y Surat.
De 1640 a 1660, las Indias Occidentales eran el destino de más de dos tercios de los emigrantes al Nuevo Mundo. Alrededor de 1650 había 44 000 ingleses viviendo en el Caribe, en comparación con los 12 000 en la bahía de Chesapeake o los 23 000 de Nueva Inglaterra. El asentamiento inglés más numeroso en este periodo era Barbados.
En 1660 el rey Carlos II estableció la Royal African Company, esencialmente para comerciar esclavos, dirigida por su hermano Jacobo, duque de York, el futuro Jacobo II de Inglaterra (1685-1688). En 1661 el matrimonio de Carlos II con la princesa portuguesa Catalina de Braganza le trajo como dote los puertos de Tánger (norte de África) y Bombay en la India.